# Neoclytus cacicus
Neoclytus cacicus es una especie de escarabajo longicornio del género Neoclytus, tribu Clytini, subfamilia Cerambycinae. Fue descrita científicamente por Chevrolat en 1860.

## Descripción
Mide 7-16 milímetros de longitud.

## Distribución
Se distribuye por Belice, Colombia, Costa Rica, El Salvador, Guatemala, Honduras, México, Nicaragua, Panamá y Venezuela.